# 斯蒂芬·塞缪尔·怀斯

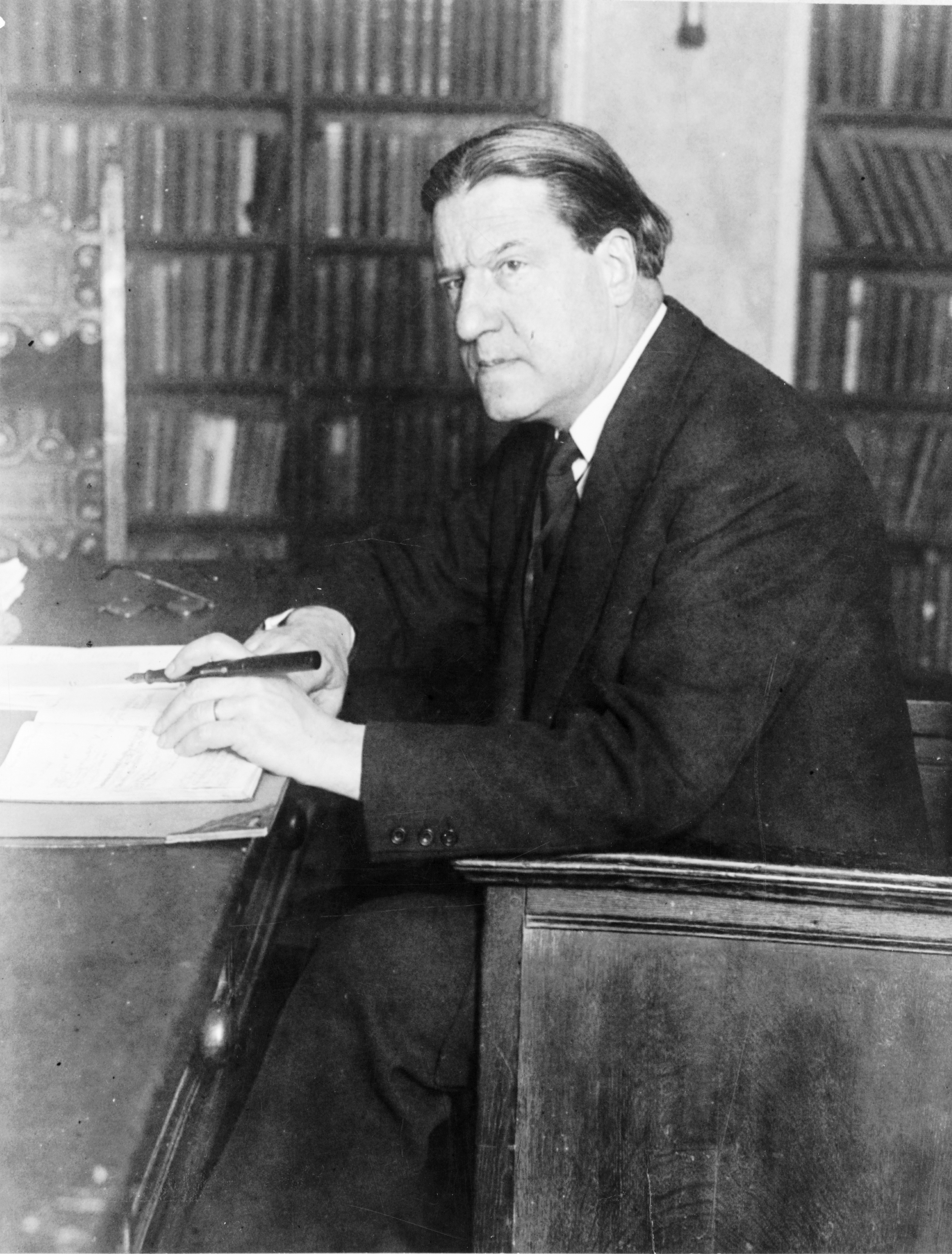
斯蒂芬·塞缪尔·怀斯

斯蒂芬·塞缪尔·怀斯（英語：Stephen Samuel Wise，1874年—1949年），匈牙利裔的美国宗教领袖，激进的犹太复国主义者且是世界猶太人大會的创始人（1936年）。
生于奥匈帝国时期的布达佩斯。